# 尼古拉斯·邦科斯基
尼古拉斯·邦科斯基（英語：Nicholas Bonkowsky，1988年6月14日—），特立尼达和多巴哥男子羽毛球運動員。

## 簡歷
2016年9月，尼古拉斯·邦科斯基出戰哥倫比亞羽毛球國際賽男子單打以及男子雙打項目，尼古拉斯·邦科斯基以頭號種子出戰男子單打並在準決賽中以0-2的成績（13-21、10-21）不敵危地馬拉選手鲁道夫·拉米雷斯，止步於4強。男子雙打項目中，尼古拉斯·邦科斯基與美國選手马修·福格提合作並在準決賽中以0-2（17-21、19-21）不敵危地馬拉魯本·卡斯特利亞諾斯/阿尼巴尔·马罗金組合，同樣止步於4強。

## 主要比賽成績
只列出曾進入準決賽的國際賽事成績：
| 年份   | 賽事                   | 公開賽級別 | 項目     | 拍檔               | 成績   |
| ------ | ---------------------- | ---------- | -------- | ------------------ | ------ |
| 2015年 | 蘇利南羽毛球國際賽     | 國際系列賽 | 男子雙打 | Alistair Espinoza  | 準決賽 |
| 2016年 | 哥倫比亞羽毛球國際賽   | 國際系列賽 | 男子單打 | －                 | 準決賽 |
| 2016年 | 哥倫比亞羽毛球國際賽   | 國際系列賽 | 男子雙打 | 马修·福格提        | 準決賽 |
| 2022年 | 墨西哥羽毛球未來系列賽 | 未來系列賽 | 混合雙打 | Chequeda De Boulet | 準決賽 |

| 2007-2017年 | 首要超級賽 | 超級賽 | 黃金大獎賽 | 大獎賽 | 國際挑戰賽 | 國際系列賽 | 未來系列賽 | 其他 |

| 2018-2026年 | 總決賽 | 超級1000賽 | 超級750賽 | 超級500賽 | 超級300賽 | 超級100賽 | 國際挑戰賽 | 國際系列賽 | 未來系列賽 | 其他 |

### 奧運會和世錦賽參賽紀錄
|          | 搭檔        | 2017 |
| -------- | ----------- | ---- |
| 男子雙打 | 马修·福格提 | 48強 |